# The Invitation (película de 2015)
The Invitation es una película de terror estadounidense de 2015 dirigida por Karyn Kusama y escrita por Phil Hay y Matt Manfredi. La película está protagonizada por Logan Marshall-Green, Tammy Blanchard, Michiel Huisman y Emayatzy Corinealdi. Se estrenó el 13 de marzo de 2015 en el festival de cine SXSW y comenzó un lanzamiento limitado el 8 de abril de 2016, y a través de video on demand, de Drafthouse Films. 
Respondiendo a una invitación de su exesposa, un hombre lleva a su novia a una cena. Allí, revive el trauma de la muerte de su hijo y sospecha que su exesposa tiene motivos ocultos para invitarlo.

## Argumento
Will conduce con su novia Kira a la casa de su exesposa, Eden, en Hollywood Hills, quien está organizando una cena con su nuevo esposo, David. Will y Eden se divorciaron después de la muerte accidental de su pequeño hijo Ty. Eden conoció a David en un grupo de apoyo para el duelo, y esta sería la primera vez que sus amigos ven a la pareja en más de dos años. Los otros invitados a la cena de David y Eden son Tommy; el novio de Tommy, Miguel; y los amigos Ben, Claire y Gina. Gina menciona que su novio Choi llega tarde. Eden presenta a Sadie, una chica que ella y David conocieron mientras estaban en México y que ahora se queda con ellos.
Durante la noche, Will deambula por su antigua casa y revive recuerdos, incluido el intento de suicidio de Eden. En la cocina, Will es testigo de cómo Eden abofetea a Ben cuando hace una broma sobre sus ideas sobre cómo expulsar el dolor. Pruitt, el amigo de Eden y David, llega y Will se da cuenta de que David cerró la puerta principal. Más tarde, Will busca leña y ve a Eden escondiendo un frasco de pastillas a través de la ventana de su habitación.
David y Eden les cuentan a sus invitados acerca de un grupo al que se unieron, junto con Pruitt y Sadie, llamado "La Invitación", que trabaja a través del dolor utilizando la filosofía espiritual. David les muestra a todos un video en el que el líder del grupo, el Dr. Joseph, consuela a una mujer moribunda mientras respira por última vez. El grupo juega un juego de "Yo quiero", donde Sadie besa a Gina y Eden a Ben, y Pruitt confiesa haber matado accidentalmente a su esposa y haber estado en prisión. David intenta convencer a una inquieta Claire de que no se vaya, y Will lo desafía. Claire se va, acompañada por Pruitt, cuyo coche bloquea el de Claire. Will observa a Pruitt sacar a Claire de su vista para hablar con ella, y David se enfrenta a Will por sospechar demasiado.
Will mira a través de una puerta agrietada y ve a Sadie hacer muecas en un espejo, cuando de repente Sadie hace contacto visual con Will. Ella lo sigue afuera y se le insinúa junto a la piscina. Will habla con Tommy sobre la extraña atmósfera en la casa, mientras que Tommy le asegura que es natural sentirse extraño al volver a visitar la casa, y que Will es valiente incluso por aparecer. Regresa a la fiesta mientras Will se queda afuera. Will finalmente consigue tener señal en su teléfono celular y encuentra un mensaje de voz de Choi que indica que él estaba en la puerta de Eden y David antes que los otros invitados. Suponiendo que David y Eden deben haberle hecho algo a Choi, Will confronta públicamente a la pareja sobre su extraño comportamiento y sus vínculos con el culto. Choi entra inesperadamente, explicando que fue llamado por el trabajo. Will está avergonzado, pero los demás asumen que su dolor residual por la muerte de Ty está haciendo que se comporte de manera irracional.
Will encuentra una computadora portátil con información sobre La Invitación, con un mensaje ambiguo del Dr. Joseph. David enciende una linterna roja en el jardín y sirve bebidas para brindar, pero Will rompe los vasos, temiendo que estén envenenados. Sadie ataca a Will, quien sin darse cuenta la deja inconsciente en la pelea. Gina, que había tomado un sorbo de su bebida antes de la intervención de Will, se derrumba y muere. David, Pruitt y Sadie recuperada atacan a los invitados, matando a Miguel, Choi y Ben. Will, Kira y Tommy huyen y se esconden por la casa. Will escucha a David decirle a Eden que lo que están haciendo es la única forma en que pueden dejar la Tierra y liberarse de su dolor. Will recupera un atizador de chimenea de Sadie mientras ella agoniza, después de haber sido fatalmente herida por Tommy.
Pruitt encuentra y ataca a Will y Kira. La pareja lo domina y Kira lo golpea hasta matarlo. Eden dispara a Will, luego en estado de shock, se dispara a sí misma en el estómago. Tommy ataca a David y lo apuñala con un cuchillo. Eden se disculpa con Will y le pide que la lleve afuera. Kira, Will y Tommy ayudan a llevar a una moribunda Eden al jardín, donde escuchan sirenas y ven helicópteros volando por encima. Will ve casas cercanas con linternas rojas. Will se da cuenta de que Los Ángeles está sumida en el caos mientras otros miembros de la secta llevan a cabo planes similares a los de David y Eden.

## Reparto
- Logan Marshall-Green como Will
- Tammy Blanchard como Eden
- Michiel Huisman como David
- Emayatzy Corinealdi como Kira
- Lindsay Burdge como Sadie
- Jay Larson como Ben
- Michelle Krusiec como Gina
- Jordi Vilasuso como Miguel
- Mike Doyle como Tommy
- John Carroll Lynch como Pruitt
- Karl Yune como Choi
- Toby Huss como Dr. Joseph
- Marieh Delfino como Claire

- Datos: Q19627585